# Ястреб-крошка
Ястреб-крошка (лат. Microspizias superciliosus) — вид хищных птиц из семейства ястребиных (Accipitridae). Выделяют два подвида. Обитает преимущественно во влажных лесах Неотропики. В основном питается птицами и, в частности, охотится на колибри.

## Описание
Ястреб-крошка достигает длины 24—27,5 см, из которых на хвост приходится 8—12 см; размах крыльев 38—48 см. Самцы весят 61,5—75 г, самки намного тяжелее и весят от 115 до 134 г. У взрослых самцов номинативного подвида верхняя часть головы и тела черновато-коричневая, наиболее тёмная на макушке и затылке, мантия с голубовато-серым оттенком. Хвост тёмный с тремя серовато-коричневыми полосами и узким белым кончиком. Щёки серые, горло белое. Нижняя часть тела и испод крыльев белого цвета с тонкими серовато-коричневыми полосками. Восковица и ноги жёлтые, радужка ярко-красная. У взрослых самок верхняя часть тела коричневая, мантия серовато-коричневая. Нижняя часть тела охристая с коричневато-серыми полосками. У неполовозрелых особей выделяют две морфы: светлая морфа серовато-коричневая сверху с более светлыми краями перьев и тёмной макушкой, нижняя часть светло-коричневая, с тонкими рыжевато-коричневыми полосками; тёмная морфа ярко-рыжая сверху, с тёмными полосками на спине и крыльях, красновато-коричневая снизу, с красновато-коричневыми полосками. Радужная оболочка у молодых особей оранжевая, ноги — желтоватые. У подвида M. s. fontainieri нижняя часть тела с более широкими чёрными полосами, и в целом он немного мельче и с более коротким хвостом.
Крики представлены пронзительным «keer-keer-keer...», а также слабым «cree-cree» и серией быстрых и взволнованных криков «klee-e, klee-e».

## Подвиды и распространение
Выделяют два подвида:
- Microspizias superciliosus fontainieri Bonaparte, 1853 — от Никарагуа до запада Колумбии и запада Эквадора
- Microspizias superciliosus superciliosus (Linnaeus, 1766) — Колумбия к востоку от Анд, на восток через Венесуэлу до Гайаны и на юг через Эквадор, восток Перу, Боливию и Бразилию до Парагвая и северо-восточной Аргентины

## Места обитания
Естественными местами обитания являются низменные тропические леса, но обычно ястреб-крошка не встречается в густых первичных лесах, предпочитая опушки, большие поляны с изолированными фрагментами леса и участками вторичного леса. Встречается на высоте до 1800 м над уровнем моря, но в основном ниже 800 м.

## Биология
Ястреб-крошка питается преимущественно птицами, в первую очередь колибри. Описаны несколько тактик пищедобывательного поведения. Однако, также наблюдали нападение ястреба-крошки на бронзового полосатобрюхого дятла (Piculus chrysochloros) и большую питангу (Pitangus sulphuratus).
Биология размножения практически не исследована. Предполагается, что сезон размножения длится с февраля по июнь на севере ареала и с октября по январь на юге. Гнездо располагается на высоком дереве; одна пара птиц заняла заброшенное гнездо рыбного канюка (Busarellus nigricollis). Обнаружено всего две кладки, с одним яйцом в Панаме и с тремя яйцами — на юго-западе Бразилии.

## Систематика
Ястреб-крошка был описан шведским натуралистом Карлом Линнеем  в 1766 году в двенадцатом издании его Systema Naturae под биномиальным названием Falco superciliosus. К. Линней указал место обитания как Суринам.В течение длительного времени данный вид относили к роду Accipiter, но исследования строения плечевого пояса, подтвержденные генетическими данными, показывают, что этот вид не принадлежит к роду Accipiter и, возможно, не связан ни с одной из групп Accipitrinae. Было предложено включить A. superciliosus в монотипический род Hieraspiza, но затем для него был описан новый род (Microspizias). 